# 엇각기둥
| 고른 엇각기둥의 집합 | 고른 엇각기둥의 집합      |
| -------------------- | ------------------------- |
| 엇육각기둥           |                           |
| 종류                 | 고른 다면체               |
| 면                   | n각형 2개, 삼각형 2n개    |
| 모서리               | 4n                        |
| 꼭짓점               | 2n                        |
| 콘웨이 다면체 표기법 | An                        |
| 꼭짓점 배치          | 3.3.3.n                   |
| 슐레플리 기호        | s{2,2n} sr{2,n} { } ⊗ {n} |
| 콕서터 다이어그램    | ·                         |
| 대칭군               | Dnd, [2+,2n], (2*n), 4n차 |
| 회전군               | Dn, [2,n]+, (22n), 2n차   |
| 쌍대다면체           | 엇각쌍뿔                  |
| 특성                 | 볼록, 점추이 반정다면체   |
| 전개도               |                           |

기하학에서, n각의 엇각기둥은 평행하고 동일한 n각형 두 개를 교대로 이루어진 삼각형의 띠로 연결된 다면체이다. 엇각기둥은 기둥다면체의 부분이고 (퇴화된 종류의) 다듬은 다면체이다.
엇각기둥은 밑면이 서로 꼬여있다는 것과 옆면이 사각형이 아니라 삼각형인 것을 제외하고는 각기둥과 동일하다.
정 n각형 밑면의 경우에는, 보통은 복사본이 ⁠180°/n⁠도만큼 뒤틀린 경우로 생각한다. 추가 정규성은 밑면의 중심을 잇는 선이 밑면과 수직일 때 얻어지고, 그러면 이 각기둥은 직엇각기둥이 된다. 면에 대해서는, n각형의 밑면 2개와 그 둘을 연결하는 2n개의 이등변 삼각형이 있다.

## 고른 엇각기둥
고른 엇각기둥은 밑면을 제외하고 정삼각형 2n개를 면으로 가진다. 그룹에서는 고른 각기둥처럼 고른 엇각기둥은 무한한 점추이 고른 다면체의 급수를 만든다. n = 2일 때, 퇴화된 경우로 정사면체를 엇이각기둥으로 보고, n = 3일 때는 정상적인 정팔면체를 엇삼각기둥으로 본다.
엇각기둥의 쌍대다면체는 엇각쌍뿔이다. 이것의 존재성은 요하네스 케플러에 의해 토론되었으며 이름도 마찬가지로 케플러에 의해 지어졌고, 이전에 아르키메데스가 아르키메데스 다면체와 같은 꼭짓점 조건을 만족시키는 것으로 알려져있었을 가능성도 있다.
| 고른 엇각기둥족 n.3.3.3 | 고른 엇각기둥족 n.3.3.3 | 고른 엇각기둥족 n.3.3.3 | 고른 엇각기둥족 n.3.3.3 | 고른 엇각기둥족 n.3.3.3 | 고른 엇각기둥족 n.3.3.3 | 고른 엇각기둥족 n.3.3.3 | 고른 엇각기둥족 n.3.3.3 | 고른 엇각기둥족 n.3.3.3 | 고른 엇각기둥족 n.3.3.3 | 고른 엇각기둥족 n.3.3.3 | 고른 엇각기둥족 n.3.3.3 | 고른 엇각기둥족 n.3.3.3 |
| ----------------------- | ----------------------- | ----------------------- | ----------------------- | ----------------------- | ----------------------- | ----------------------- | ----------------------- | ----------------------- | ----------------------- | ----------------------- | ----------------------- | ----------------------- |
| 다면체                  |                         |                         |                         |                         |                         |                         |                         |                         |                         |                         |                         |                         |
| 타일링                  |                         |                         |                         |                         |                         |                         |                         |                         |                         |                         |                         |                         |
| 배치                    | V2.3.3.3                | 3.3.3.3                 | 4.3.3.3                 | 5.3.3.3                 | 6.3.3.3                 | 7.3.3.3                 | 8.3.3.3                 | 9.3.3.3                 | 10.3.3.3                | 11.3.3.3                | 12.3.3.3                | ...∞.3.3.3              |

### 슈미겔 다이어그램
| A3 | A4 | A5 | A6 | A7 | A8 |

## 직교 좌표
n각영 밑면과 이등변삼각형을 가지는 직엇각기둥의 꼭짓점의 직교 좌표는 다음과 같다:
{\displaystyle \left(\cos {\frac {k\pi }{n}},\sin {\frac {k\pi }{n}},(-1)^{k}h\right)}
k는 0에서 2n − 1까지의 정수이다; 삼각형이 정삼각형일 경우에는 다음과 같다:
{\displaystyle 2h^{2}=\cos {\frac {\pi }{n}}-\cos {\frac {2\pi }{n}}.}

## 관련 다면체
낮은 대칭 형태의 깎은 정팔면체(깎은 엇삼각기둥)를 포함하는 무한한 깎은 엇각기둥의 집합이 존재한다. 이것들은 다듬은 엇각기둥을 만들기 위해서 교대될 수 있다. 깎은 엇각기둥 중 둘은 존슨의 다면체이고, 다듬은 엇삼각기둥은 낮은 대칭의 정이십면체이다.
| 엇각기둥        | 엇각기둥   | 엇각기둥 | 엇각기둥  | 엇각기둥  |
| --------------- | ---------- | -------- | --------- | --------- |
|                 |            |          |           | ...       |
| s{2,4}          | s{2,6}     | s{2,8}   | s{2,10}   | s{2,2n}   |
| 깎은 엇각기둥   |            |          |           |           |
|                 |            |          |           | ...       |
| ts{2,4}         | ts{2,6}    | ts{2,8}  | ts{2,10}  | ts{2,2n}  |
| 다듬은 엇각기둥 |            |          |           |           |
| J84             | 정이십면체 | J85      | 불규칙... | 불규칙... |
|                 |            |          |           | ...       |
| ss{2,4}         | ss{2,6}    | ss{2,8}  | ss{2,10}  | ss{2,2n}  |

## 대칭
밑면이 정n각형이고 옆면이 이등변삼각형인 직 엇각기둥의 대칭군은 4n차 Dnd이나, 정사면체의 경우에는 D2d의 세 형태를 부분군으로 가지는 더 큰 24차 대칭군 Td을 가지고, 정팔면체는 D3d의 네 형태를 부분군으로 가지는 더 큰 48차 대칭군 Oh을 가진다.
대칭군은 n이 홀수일 때만 점대칭을 포함한다.
회전군은 2n차 Dn이고, 정사면체의 경우는 D2의 세 형태를 부분군으로 가지는더 큰 12차 회전군 T를 가지고, 정팔면체는 D3의 네 형태를 부분군으로 가지는 더 큰 24차 회전군 O를 가진다.

## 별모양 엇각기둥
| 5/2-엇각기둥 | 5/2-엇각기둥 | 5/2-엇각기둥 | 5/3-엇각기둥 | 5/3-엇각기둥 | 5/3-엇각기둥 |
| 9/2-엇각기둥 | 9/2-엇각기둥 | 9/4-엇각기둥 | 9/4-엇각기둥 | 9/5-엇각기둥 | 9/5-엇각기둥 |

별모양 고른 엇각기둥은 밑면인 별 다각형 {p/q}으로 이름이 결정되고, 순방향과 역방항(교차된) 솔루션이 나온다. 교차된 형태는 교차된 꼭짓점 도형을 가지고 p/q 대신에 역방향 분수 p/(p - q)를 사용한다. 예를 들면 5/2 대신에 5/3을 쓴다.
순방향이 아닌 역방향 형태에서는, 별모양 밑변에 접하는 삼각형은 회전 대칭축과 교차한다.
별 정다각형을 밑면으로 가지는 일부 역방항 별 엇각기둥은 모서리의 길이가 같아질 수 없어서, 고른 다면체가 될 수 없다. 별 엇각기둥 결합물은 p와 q를 공통으로 가지도록 만들 수 있다; 따라서 10/4 엇각기둥은 두 5/2 별 엇각기둥의 결합이다.
| 대칭                  | 별모양     | 별모양     | 별모양     | 별모양 |
| --------------------- | ---------- | ---------- | ---------- | ------ |
| d5h [2,5] (*225)      | 3.3.3.5/2  |            |            |        |
| d5d [2+,5] (2*5)      | 3.3.3.5/3  |            |            |        |
| d7h [2,7] (*227)      | 3.3.3.7/2  | 3.3.3.7/4  |            |        |
| d7d [2+,7] (2*7)      | 3.3.3.7/3  |            |            |        |
| d8d [2+,8] (2*8)      | 3.3.3.8/3  | 3.3.3.8/5  |            |        |
| d9h [2,9] (*229)      | 3.3.3.9/2  | 3.3.3.9/4  |            |        |
| d9d [2+,9] (2*9)      | 3.3.3.9/5  |            |            |        |
| d10d [2+,10] (2*10)   | 3.3.3.10/3 |            |            |        |
| d11h [2,11] (*2.2.11) | 3.3.3.11/2 | 3.3.3.11/4 | 3.3.3.11/6 |        |
| d11d [2+,11] (2*11)   | 3.3.3.11/3 | 3.3.3.11/5 | 3.3.3.11/7 |        |
| d12d [2+,12] (2*12)   | 3.3.3.12/5 | 3.3.3.12/7 |            |        |
| ...                   |            |            |            |        |

- 각기둥
- 무한 엇각기둥
- 큰 엇각기둥 – 사차원 다포체
- 원 월드 트레이드 센터, 늘린 엇사각기둥의 형태를 가지는 건물이다[1]

## 같이 보기
- 꼬인 다각형

## 참조
- Anthony Pugh (1976). 《Polyhedra: A visual approach》. California: University of California Press Berkeley. ISBN 0-520-03056-7. Chapter 2: Archimedean polyhedra, prisma and antiprisms

1. ↑  Kabai, Sándor. “One World Trade Center Antiprism”. Wolfram Demonstrations Project. 2013년 10월 8일에 확인함.